# San Antonio Museum of Art

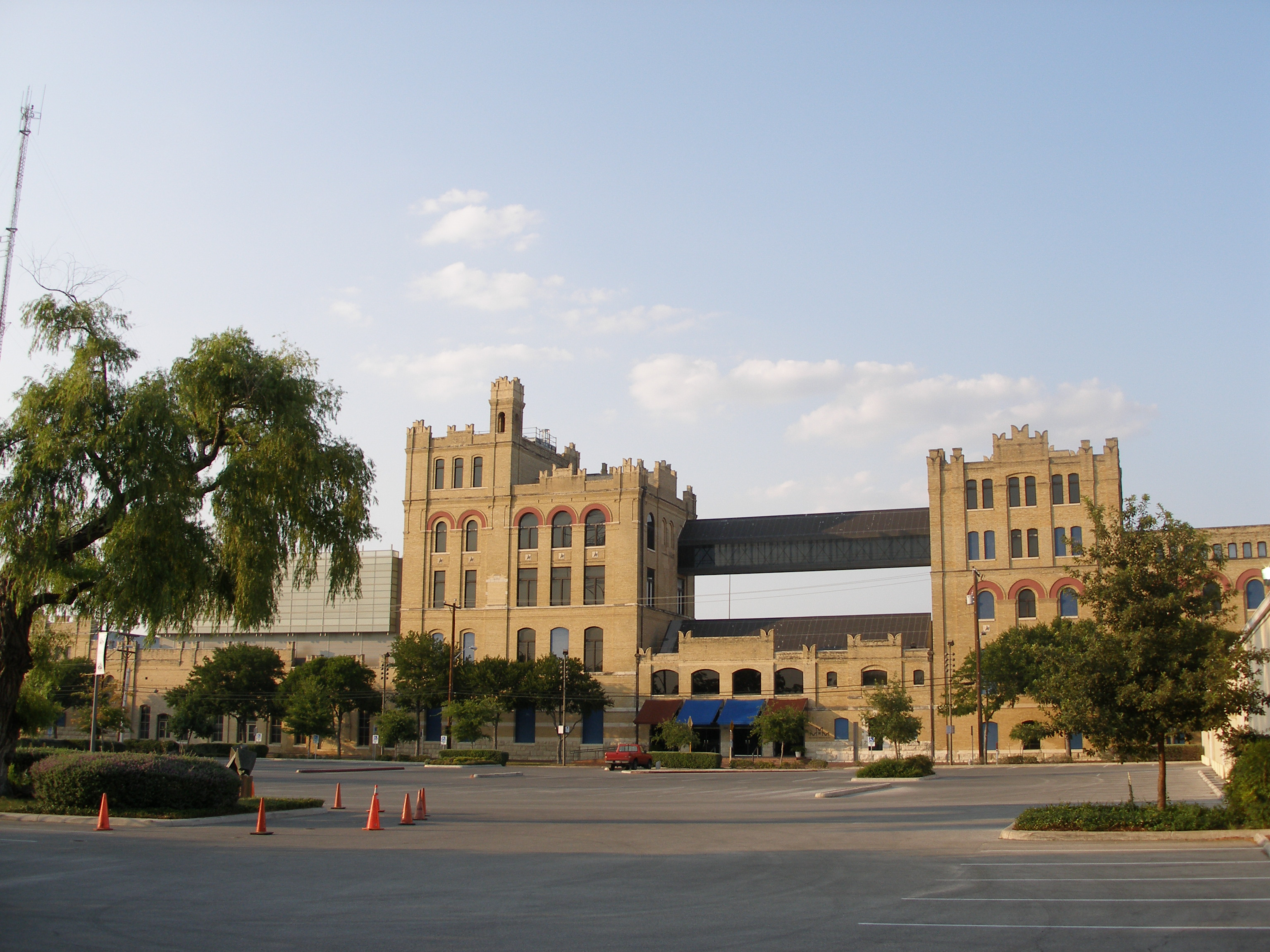
San Antonio Museum of Art

Das San Antonio Museum of Art (SAMA) befindet sich in einem umgebauten Brauereigebäude im Zentrum der texanischen Stadt San Antonio. Die Rückseite des Gebäudes grenzt unmittelbar an den San Antonio River.

## Geschichte
Sowohl von Seiten privater Stiftungen als auch von Seiten der Stadt wurden in den 1970er Jahren Ideen und Anregungen zur Gründung eines Museums geäußert. Das innerstädtische, nach dem Verkauf aufgegebene Produktions- und Verwaltungsgebäude der Lone Star Brewery wurde erworben und für den neuen Zweck umgebaut. Das Museum öffnete seine Pforten im Jahr 1981.

## Sammlungen
Das zunächst auf (alt-)amerikanische und europäische Kunst spezialisierte Museum erweiterte – auch bedingt durch Schenkungen und Stiftungen – sein Betätigungsfeld beträchtlich. Heute gilt das Museumsinteresse auch der Kunst der antiken Mittelmeerkulturen, der Kunst Persiens, Indiens und Ostasiens sowie der Islamischen und der Ozeanischen Kunst. Daneben finden zahlreiche Wechselausstellungen zu diversen Themenbereichen statt.

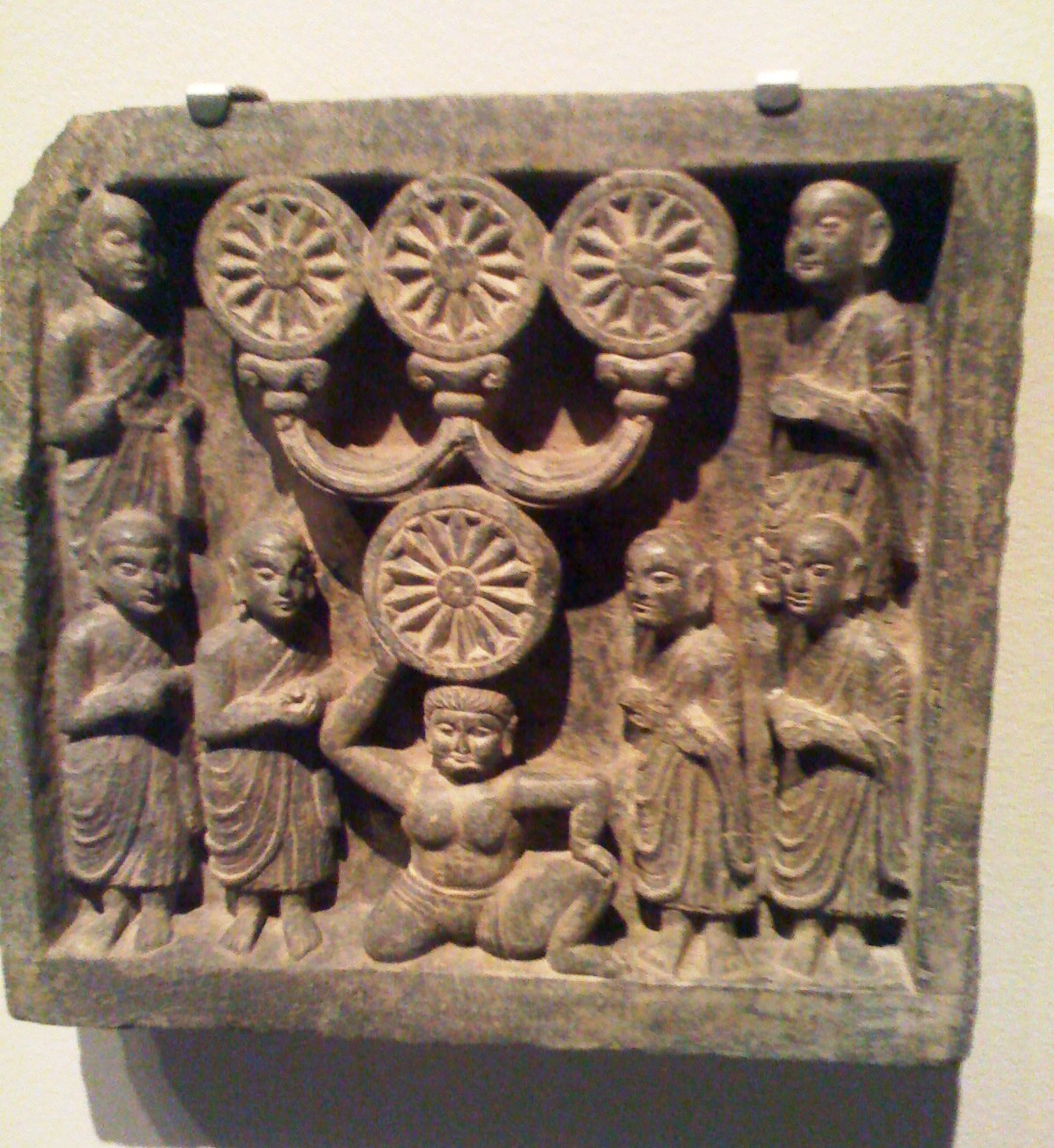
Triratna-Darstellung (ca. 2./3. Jh.)
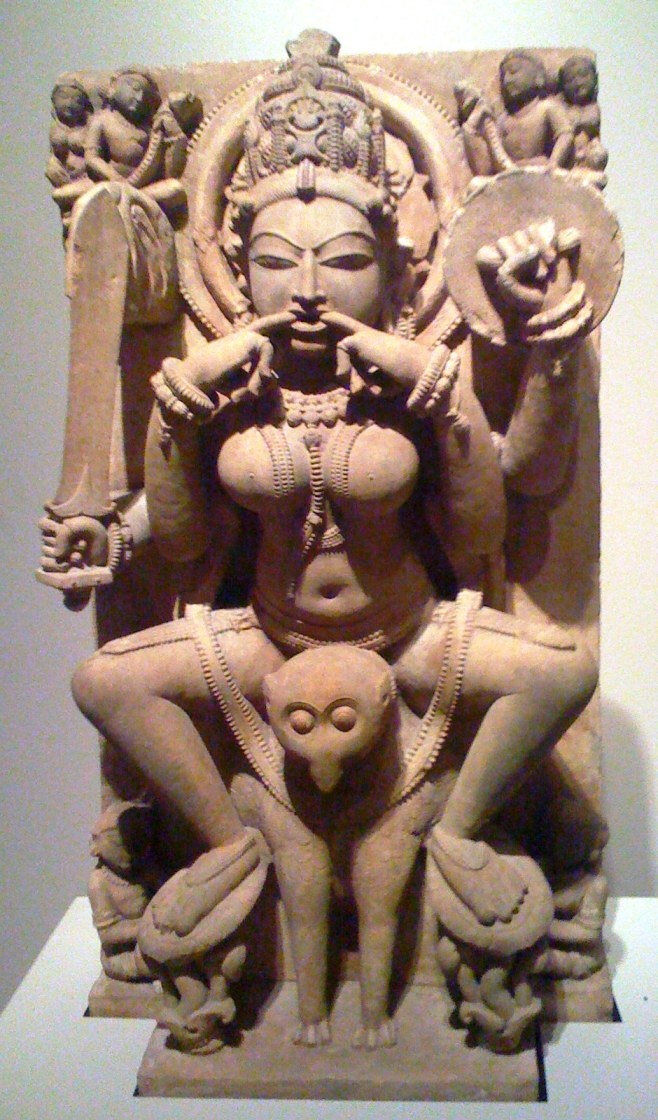
Yogini auf Eule (ca. 10./11. Jh.)
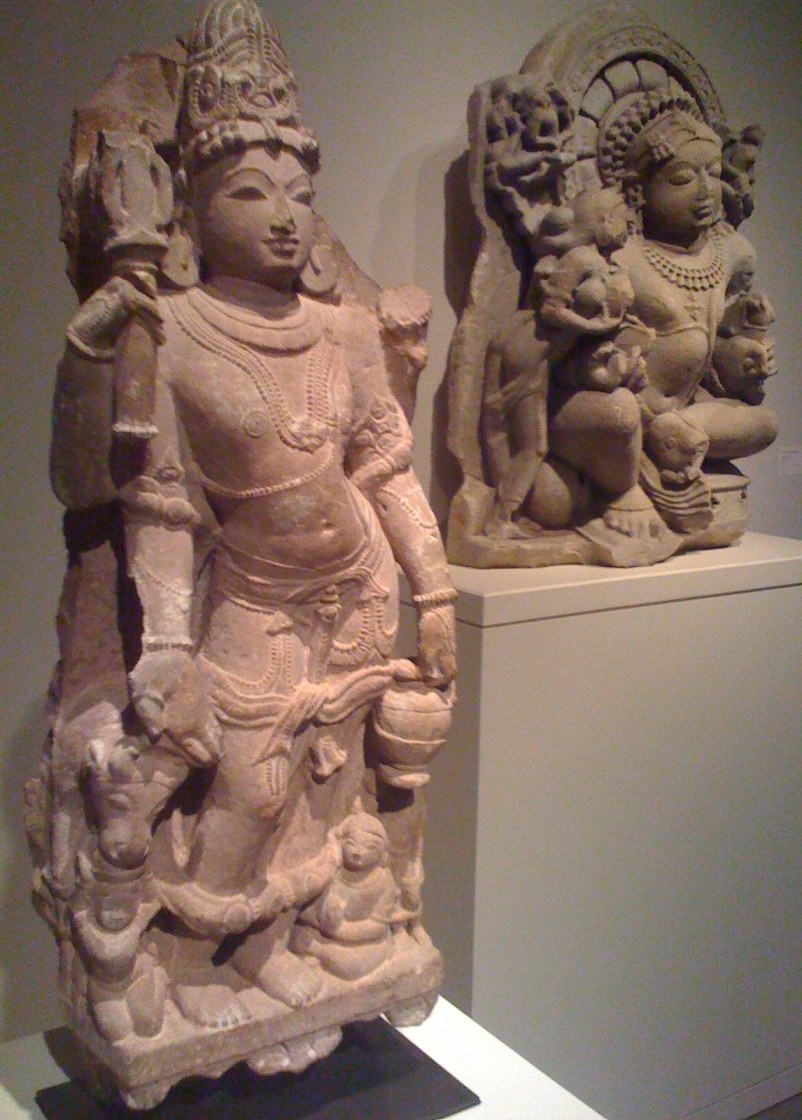
Shiva und Kubera (ca. 11./12. Jh.)
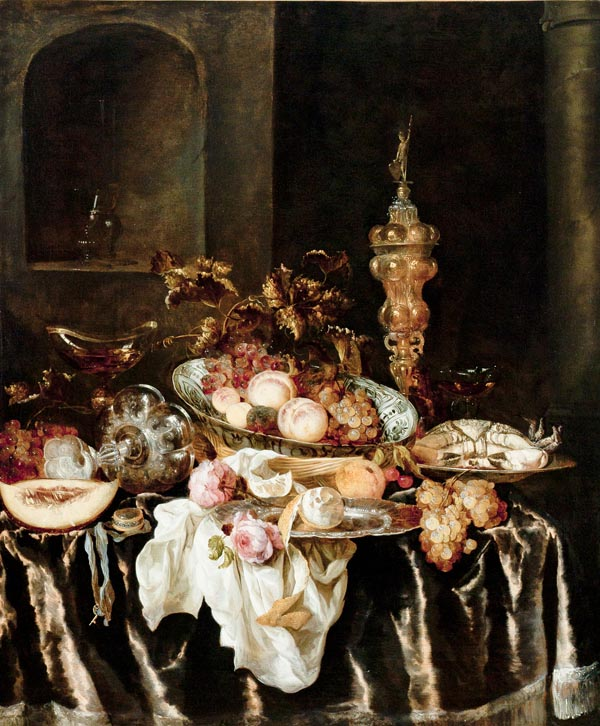
Abraham van Beyeren – Stillleben (um 1665)
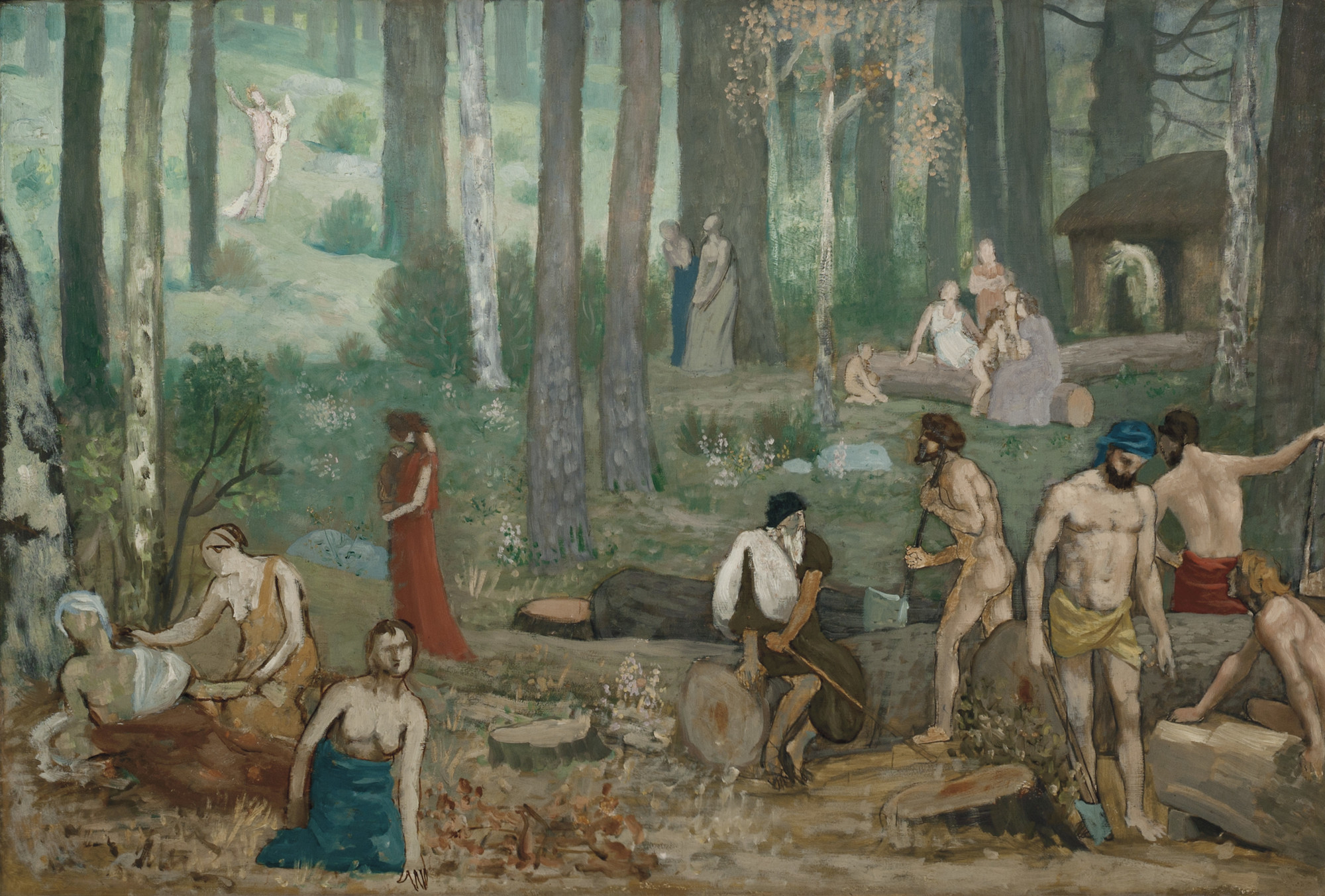
Puvis de Chavannes – Holzfäller (um 1872)
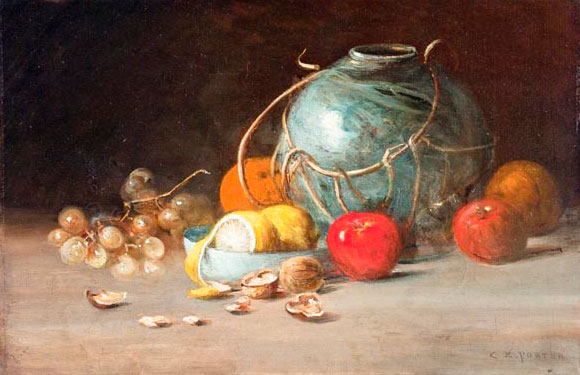
Charles Ethan Porter – Stillleben (um 1880)